# はぴ☆はぴ サンデー!
「はぴ☆はぴ サンデー!」は、「月島きらり starring 久住小春 (モーニング娘。)」の6枚目のシングル。2009年2月4日発売。

## 概要
- 最終話（第153話）を除く第142話からのアニメ『きらりん☆レボリューション』の13代目（最終）エンディングテーマである。作曲は前山田健一。
- 完全生産限定盤にはクルキラ★アイドルDaysクルキラカードが、通常盤の初回特典にはきらりイラストステッカーが封入されている。
- C/Wのハッテン×JOYはアルバムには収録されていない。
- 今作の発売後、「月島きらり starring 久住小春 (モーニング娘。)」の元となっていたアニメ『きらりん☆レボリューション』が最終回を迎え、コンサート「きらりん☆レボリューションファイナルステージ」において「月島きらり starring 久住小春 (モーニング娘。)」としての活動の卒業を発表したことから、今作が「月島きらり starring 久住小春 (モーニング娘。)」名義でのラストシングルとなった。

## 収録曲
1. はぴ☆はぴ サンデー!
（作詞・作曲・編曲：前山田健一）
2. ハッテン×JOY
（作詞・作曲・編曲：荒木啓六）
3. はぴ☆はぴ サンデー! (Instrumental)